# Cubanopyllus
Cubanopyllus inconspicuus es una especie de araña araneomorfa de la familia Gnaphosidae. Es la única especie del género monotípico Cubanopyllus.  

## Distribución
Es originaria de Cuba, donde se encuentra en las provincias de Cienfuegos y Las Tunas, debajo de las piedras cerca de la costa.